# Евангелие царицы Млке
Евангелие царицы Млке (арм. Մլքե թագուհու ավետարան) — иллюминированная армянская рукопись Евангелия 862 года. Древнейшая точно датированная армянская рукопись.

## История
Согласно памятной записи в колофоне, рукопись была составлена «в 311 году Армянской эры, начиная с понедельника, 28 числа месяца Арац, до четверга, 6 числа месяца Арег», то есть в течение 39 дней. Через несколько десятилетий рукопись была подарена царице Млке, второй жене правителя Васпураканского царства Гагика Арцруни (908 — 943), вследствие чего и получила своё нынешнее название. Некоторые источники утверждают, что рукопись была составлена уже в Васпуракане и заказчиком был неизвестный представитель рода Арцруни, но эти утверждения остаются недостаточно обоснованными. В 922 году царица Млке подарила Евангелие монастырю Варагаванк. Отсюда, начиная с 1208 года, рукопись была неоднократно похищена, но затем снова возвращена в монастырь.
В 1830 году была подарена Мхитарской конгрегации Венеции жителем Ахалцхы Григором Нерсисянцом, и до настоящего времени хранится в библиотеке древних рукописей Сан-Ладзаро.

## Описание

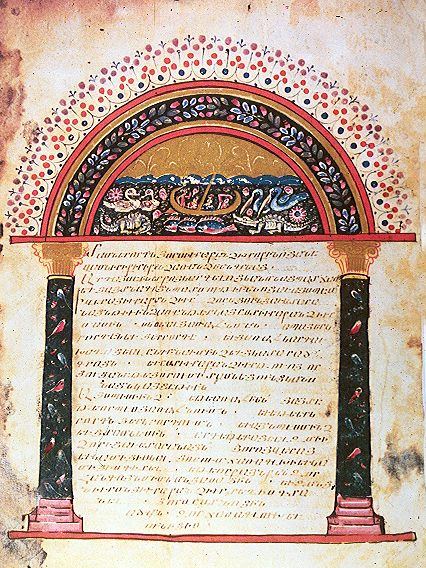
Миниатюра с египетской лодкой, крокодилами и лотосами на арке одного из канонов Евсевия.

Содержит 464 пергаментных листов, написана шрифтом еркатагир.
Из иллюстраций сохранились шесть канонов Евсевия (три — письма Карпиану, три — таблицы канонов), четыре портрета Евангелистов и изображение Вознесения Христа. Тимпаны канонов отличаются монументальными архитектурными структурами. Два стоящих (Матфей и Лука) и два сидящих (Иоанн и Марк) портреты апостолов указывают на доиконоборческие истоки художественных традиций. В орнаментах миниатюр переплетены эллинистические и древневосточные православные стили. Присутствующие в тимпанах двух канонов «нильские пейзажи» напоминают образцы александрийской школы византийской миниатюры, другие художественные детали восходят к позднеантичным мотивам. Следы византийского искусства заметны и в изображении Вознесения Господне, в котором ангелы по обеим сторонам Христа носят византийскую царскую одежду (пурпурная хламида поверх белоснежной туники, красные туфли), а также в портретах Матфея и Марка. Влияние византийской миниатюры оказалось, однако, достаточно ограничённым и не видоизменило местную основу стиля. Некоторые композиционные черты очень напоминают известное греческое Евангелие из монастыря Ставроникиты (рукопись № 43), но в целом миниатюрам рукописи более присущ «восточный» характер образов. Т. Измайлова видит в иллюстрациях «Евангелии царицы Млке» армянскую параллель к искусству Каролингского возрождения, в котором также переплелись античные и византийские традиции. Миниатюра «Воскресения» оставляет тем временем много вопросов: стоящие рядом с Христом ангелы-копьеносцы, поклонившиеся Пётр и Павел, отсутствие ангелов вокруг Богородицы и другие странные детали позволяют отнести эту миниатюру к неизвестной пока иконографической традиции.

## Значение и изучение
С художественной точки зрения «Евангелие царицы Млке» представляет собой один из наиболее важных экземпляров армянской книжной культуры ранней эпохи. Рукопись широко известна в академических кругах, её изучением занимались, помимо других, Й. Стржиговский, Ф. Маклер, К. Вайцман, С. Тер-Нерсесян, Т. Измайлова.
Текст рукописи, вместе с цветными копиями миниатюр, был опубликован в 1966 году.
издание
- Janashian M. Armenian Miniature Paintings of the Monastic Library at San‐Lazzaro, Part 1. — Венеция, 1966.

## Комментарии
1. ↑  Ряд источников называет временем создания 851 год. См. напр. 

  - Библия. III. Иллюстрации // Православная энциклопедия. — М., 2002. — Т. V : Бессонов — Бонвеч. — С. 110—120. — 39 000 экз. — ISBN 5-89572-010-2.
  - История Армянского народа / под ред. Б. Аракеляна. — Ереван, 1976. — Т. III. — С. 409—410.
  - Т. Измайлова. К вопросу об армянском Ренессансе // Византийский временник. — 1973. — С. 226—231. Архивировано 5 марта 2016 года.
  - Лазарев В. История византийской живописи. — М., 1986. — С. 83. Архивировано 24 декабря 2010 года.